# Коеволюція

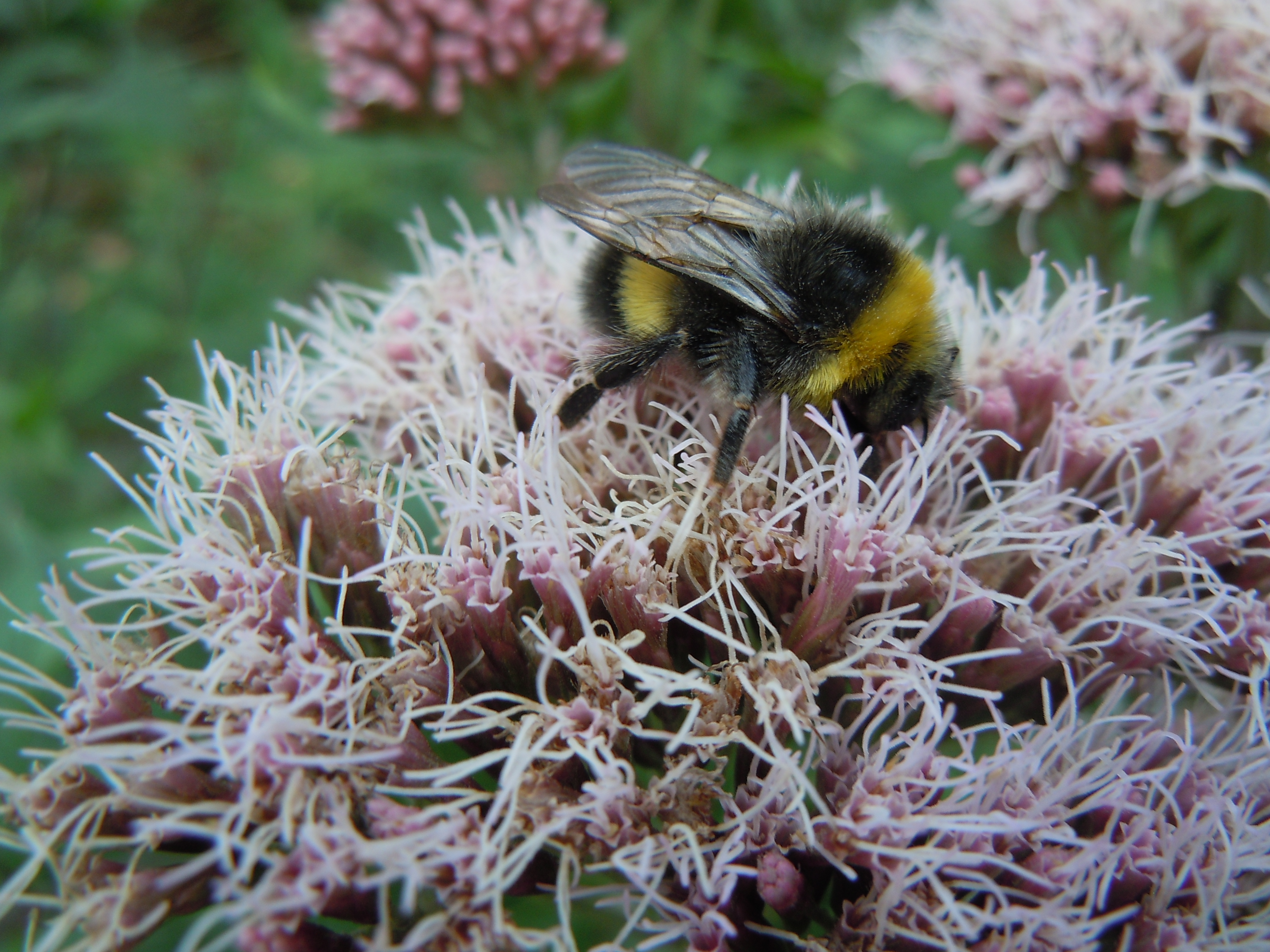
Джмелі та квіти, які вони запилюють, є прикладом коеволюції, оскільки стали залежними один від одного в процесі природного добору.

Коеволюція — еволюційний процес, у якому зміни в одному виді викликають адаптивні зміни в іншому.

## Філософсько-системний зміст концепції
Цей термін використовуваний сучасною наукою для позначення механізму взаємообумовлених змін елементів, складових цілісної системи, що розвивається. Концепція коеволюції природи і суспільства, з якою першим виступив Н. В. Тімофєєв-Ресовський (1968), повинна визначити оптимальне співвідношення інтересів людства і решти всієї біосфери, уникнувши при цьому двох крайнощів: прагнення до повного панування людини над природою («Ми не можемо чекати милостей від природи…» — І. Мічурін) і плазування перед нею («Назад, в природу!» — Руссо).
Згідно з принципом коеволюції, людство, для того, щоб забезпечити своє майбутнє, повинне не тільки змінювати біосферу, пристосовувавши її до своїх потреб, але і змінюватися саме, пристосовуючись до об'єктивних вимог природи. «Ми так радикально змінили наше середовище, — стверджував Н. Вінер, — що тепер для того, щоб існувати в ній, ми повинні змінити себе». Саме коеволюційнний перехід системи «людина-біосфера» до стану динамічно стійкої цілісності, симбіозу і означатиме реальне перетворення біосфери в ноосферу.
Для забезпечення цього процесу людство повинно слідувати, перш за все, екологічному і етичному імперативам.
Перша вимога позначає сукупність заборон на ті види людської діяльності (особливо — виробничі), які загрожують невідновним змінами в біосфері, несумісними з самим існуванням людства. За Я. Тінбергеном «наукове розуміння нашої поведінки, що веде до її контролю, можливо, найбільш насущне завдання, що стоїть сьогодні перед людством. В нашій поведінці є такі сили, які починають створювати небезпеку для виживання виду і… для всього життя на Землі».
Другий імператив вимагає зміни світогляду людей, його повороту до загальнолюдських цінностей (наприклад, відчуттю поваги до будь-якого життя), до уміння ставити над усе не приватні, а загальні інтереси, до переоцінки традиційних споживчих ідеалів і так далі. На жаль, свідомість людей дуже консервативна і ледь-ледь відмовляється від стереотипних уявлень про відношення людини до природи.

## Розвиток концепції
Концепція коеволюції була коротко описана Чарльзом Дарвіном в «Походженні видів», і детально розроблена в заплідненні орхідей. Цілком ймовірно, що віруси і їхні власники можуть мати коеволюцію в певних випадках.
Поняття «коеволюція», вперше було застосоване екологами Паулем Ерліхом і Пітером Рейвеном 1964 року для опису координованого розвитку різних видів у складі однієї екосистеми.
Однією з моделей коеволюційного процесу є Гіпотеза Червоної Королеви Лі Ван Валена. Підкреслюючи важливість сексуального конфлікту, Тьєррі Лод відзначав роль антагоністичної взаємодії (зокрема, сексуальної) в еволюції, що веде до антагоністичної коеволюції.
Коеволюції не має на увазі взаємну залежність. Господар паразита, або здобич хижака, не залежить від свого ворога по виживанню.
Існування мітохондрій в клітинах еукаріотів є прикладом коеволюції оскільки мітохондрія має відмінну послідовність ДНК, ніж ядро клітини-господаря. Ця концепція більш детально розглядається в ендосимбіотичній теорії.
Коеволюційні алгоритми є класом алгоритмів, які використовуються для створення штучного життя, а також для оптимізації, ігрового навчання і машинного навчання. Піонерські результати у використанні коеволюційних методів належать Даніель Хілліс (використав коеволюцію в сортуванні мереж) і Карлу Сімсу (використав коеволюцію відносно віртуальних істот).
У своїй книзі «Самоорганізація Всесвіту» (англ. The Self-organizing Universe), Еріх Джентч відніс всю еволюцію космосу до коеволюції.
В астрономії, емерджентна теорія (англ. emerging theory) стверджує, що чорні діри і галактики розвиваються у взаємозалежності аналогічно біологічній коеволюції.

## Рівні коеволюції
Коеволюція може відбуватися на кількох рівнях біології (життя). На мікроскопічному як кореляційні мутації між амінокислотами в білки, або на макроскопічному як спільна варіація рис між різними видами в навколишньому середовищі. Кожна сторона в коеволюційних відносинах чинить селективний тиск на інші сторони, таким чином здійснючи вплив на розвиток один одного.
На рівні видів коеволюція включає еволюцію виду-господаря і його паразитів (Коеволюція в системі «паразит-господар»), а також приклади мутуалізму, що розвивається в часі. Еволюція у відповідь на абіотичні фактори, такі як зміна клімату, не відноситься до коеволюції (оскільки клімат не живий і не піддається біологічнії еволюції). Еволюція в «один-на-один» взаємодіях, наприклад, в системах «хижак-жертва», «господар-симбіонт» або «господар-паразит» парах, є коеволюцією. Але багатьох випадках менш чіткою: вид може еволюціонувати залежно від інших видів, кожен з яких також розвивається залежно від безлічі інших видів. Для опису цієї ситуації вживається поняття «дифузна коеволюція». Хоча, звичайно ж, для багатьох організмів, біотичне (живе) середовище є найсильнішим чинником селективним тиском, в результаті еволюційних змін.

## Види коеволюції

### Суспільно-політична коеволюція
Теперішній стан глобалізації і його наукове осмислення свідчить про наявність якостей перехідного, що відкриває нові можливості, формує різноманітні альтернативи, кидає серйозні виклики. Таке розуміння епохи, сучасниками якої є ми, призвело до виникнення поняття «Велика коеволюція». Тобто мова йде про такі суспільні явища, які стають характерними для визначаючої кількості країн (національно-державних утворень) і характеризують цивілізацію в цілому.

### Антропогенна коеволюція
Коеволюція — паралельна, взаємозв'язана еволюція біосфери і людського суспільства. Неоднаковість швидкостей природного еволюційного процесу, що відбувається дуже поволі (тисячі років), і соціально-економічного розвитку людства, що відбувається набагато швидше (десятиліття), веде при некерованій формі взаємин до деградації природи, оскільки антропогенний чинник виявляється дуже могутнім, таким, що приводить не стільки до зміни видів, скільки до їх вимирання, і, зрештою. може привести до глобальної екологічної катастрофи. Вихід полягає в регульованій, свідомо обмеженій дії людини на природу, в побудові ноосфери.

### Геннокультурна коеволюція
В 1981 Ч. Ламсден і Е. Вілсон запропонували принципово нову теорію Г.к., що отримала надалі розвиток в роботах Ламсдена, А. Гушурста і ін. Згідно з цією теорією, виникнення людського роду відбулося не в ході біологічної еволюції дарвіновського типу, а в результаті переплетення двох ліній успадкованої інформації — генетичної і культурної.
Згідно з позиціями геннокультурної коеволюції, культура (а її правомірно розглядати як інформаційна система, що передається по соціальних каналах) формується на когнітивному рівні специфічними, властивими тільки людям когнітивними механізмами. Ці механізми направляються генетичними програмами розвитку нервової системи, причому вони набагато менш чутливі до широкого діапазону змін навколишнього середовища, ніж створювані ними культурні феномени. Тобто в психіці людини є певні природжені обмежувальні задатки, стратегії, генетично закріплені природним відбором (їх назвали «епігенетичні правила»), які направляють наш когнітивний розвиток, наше мислення, поведінку і так далі Вони безпосередньо залежать від ДНК, причому генетичні зміни можуть трансформувати як самі ці правила, так і відносини між ними.

### Біологічна коеволюція
Коеволюція (від лат. со- — з, разом та еволюція) — еволюційна взаємодія організмів різних видів, які не обмінюються генетичною інформацією, але тісно пов'язані біологічно.
Коеволюційні взаємовідносини пов'язують будь-який вид організмів з видами — найближчими його партнерами у біоценозі, наприклад види рослин з рослинноїдними тваринами, які ними живляться, паразитів з хазяївами тощо. Незважаючи на уявний антагонізм подібних пар видів, у процесі коеволюції складаються такі взаємовідносини, при яких види-партнери стають певною мірою взаємно необхідними. Наприклад, хижаки, вибраковуючи серед своїх жертв неповноцінних особин, стають важливими регуляторами їхньої чисельності. Результатом коеволюції є взаємні адаптації (коадаптації) двох видів, які забезпечують можливість їхнього спільного існування та підвищення стійкості біоценозу як цілісної біологічної системи.

## Використання коеволюції в моделюванні
Коеволюційні розгалужувальні стратегії для динаміки безстатевого населення в середовищах з обмеженими ресурсами були змодельовані з використанням узагальнених рівнянь Лотки-Вольтерра